# Ilha de Itacuruçá
Ilha de Itacuruçá é uma ilha situada entre os municípios de Mangaratiba e Itaguaí, no estado do Rio de Janeiro, Brasil.
Possui cerca de 994 hectares e vinte e seis quilômetros de perímetro. Trata-se de um local ideal para caminhadas ecológicas e passeios náuticos, onde várias operadoras de ecoturismo fazem atividades nesta bela ilha, e lá possui ainda, alguns hotéis e pousadas. Localiza-se a cerca de uma hora da cidade do Rio de Janeiro. Possui várias embarcações de turismo e marinas. O Iate Clube de Itacuruçá é o terceiro maior clube náutico da América Latina.[carece de fontes?]
Uma das principais praias da ilha se chama Praia Grande e tem uma boa estrutura, além de residências.
O acesso à ilha é realizado somente por barcos, vindos a partir do distrito de Itacuruçá ou da Ilha da Madeira, bairro e distrito de Itaguaí. O trajeto é feito em torno de 5 a 10 minutos.